# Samoth

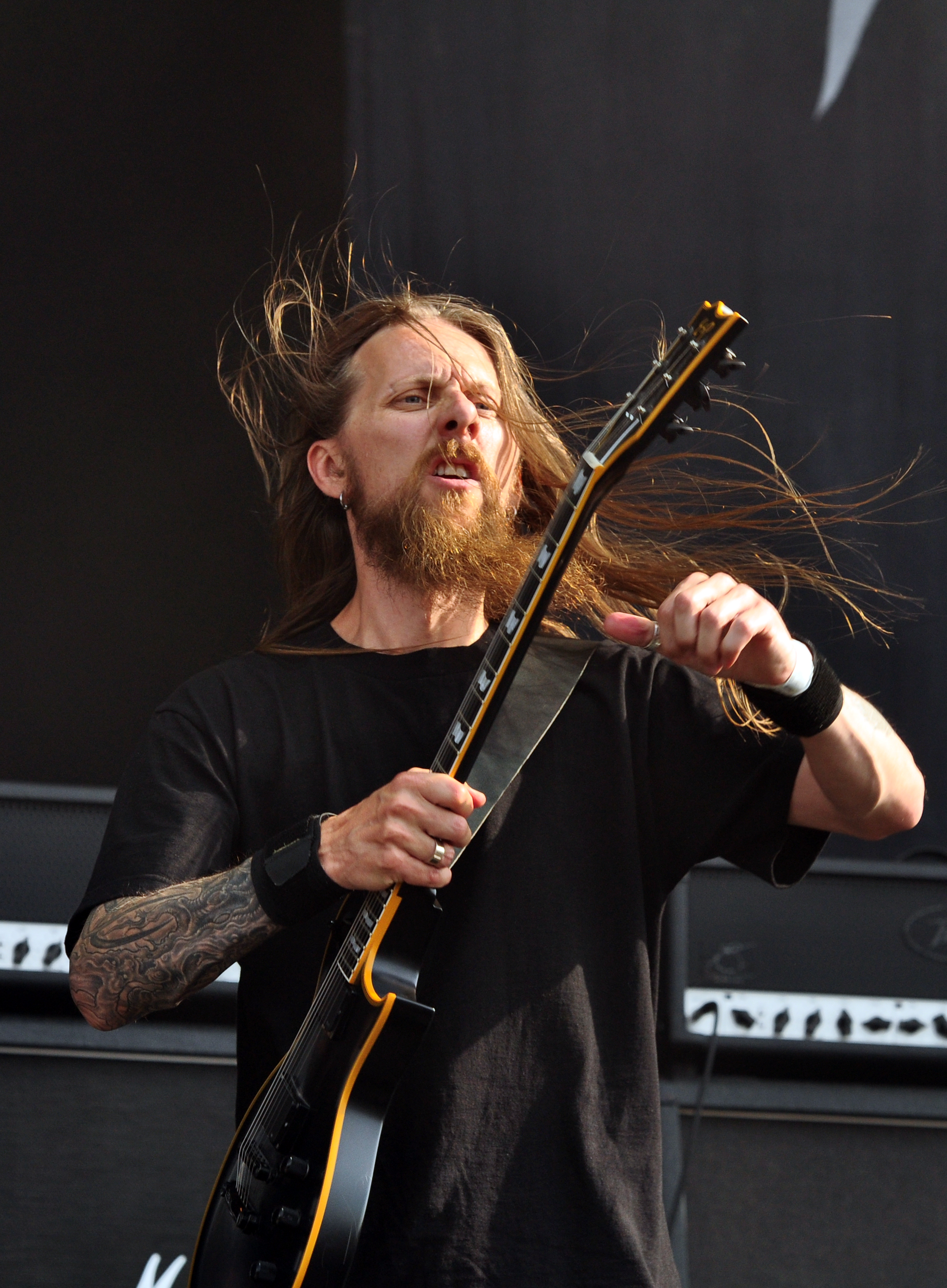
Tomas „Samoth“ Haugen mit Emperor auf dem Wacken Open Air 2014

Samoth (bürgerlich Tomas Thormodsæter Haugen) ist ein norwegischer Metal-Musiker. Er ist insbesondere als Gitarrist der Band Emperor bekannt.

## Leben
1991 gründete Samoth mit Ihsahn (Vegard Sverre Tveitan) die Band Thou Shalt Suffer, die Death Metal mit Keyboards spielte. Noch im selben Jahr wurde sie auf Eis gelegt; Bassist Ildjarn gründete ein gleichnamiges Projekt, auf dessen Demo Seven Harmonies of Unknown Truths Samoth 1992 als Gastsänger mitwirkte; Ihsahn und Samoth gründeten unter dem Einfluss von Euronymous (Øystein Aarseth) die Gruppe Emperor, in der Samoth zunächst Schlagzeug und nach dem Einstieg des Thorns-Schlagzeugers Faust (Bård G. Eithun) Gitarre spielte. Auf einer Tournee mit Cradle of Filth lernte er Andrea Meyer kennen, die er später heiratete und mit der er eine Tochter hat. Später wurden sie geschieden, sie trug aber weiterhin seinen bürgerlichen Nachnamen.
Zusammen mit Count Grishnackh (Varg Vikernes) von Burzum wohnte Samoth einige Zeit im Keller des Plattenladens Helvete in Oslo, half ihm auf der Aske-EP als Bassist aus und setzte mit ihm die Skjold-Kirche in Vindafjord in Brand, wofür beide 1994 zu Gefängnisstrafen verurteilt wurden. Danach gingen sie auf Distanz zueinander. Samoth bezeichnete Vikernes als geisteskrank und warf ihm vor, seine Ansichten ständig zu wechseln; Vikernes hielt dagegen, er habe seine Meinung zu Samoth geändert, nachdem dieser der Polizei alles verraten habe, was er wisse, und bezeichnete ihn als Polizeiinformanten. Er drohte Haugen, er werde nicht ewig im Gefängnis sitzen, und Haugen solle aufpassen, was er sage, wenn Vikernes wirklich geisteskrank wäre. Außerdem beschuldigte Vikernes ihn, für seine Verhaftung im Zusammenhang mit der Skjold-Kirche verantwortlich zu sein, und im Buch Lords of Chaos falsche Angaben zu seiner Verhaftung und seinem Verhältnis zu Euronymous geäußert zu haben.
1995 nahm das von Samoth gegründete Nebenprojekt Zyklon-B die EP Blood Must Be Shed auf, 1997 nahm Emperor erstmals weitere Tonträger auf, nachdem auch Tchort (Terje Vik Schei) und Faust inhaftiert worden waren. 2004 wurde die Band Scum gegründet, in der Samoth mit Faust, Casey Chaos von Amen, Happy-Tom von Turbonegro und Cosmocrator von Mindgrinder spielt.
2005 heiratete Samoth erneut, am 23. April 2008 gebar seine Frau Erin ihre gemeinsame Tochter. 2008 gründete er mit Cosmocrator von Mindgrinder die Band The Wretched End.

## Diskografie
mit Thou Shalt Suffer
- 1990: Rehearsals ’90 (Demo, als Xerasia)
- 1990: The Land of the Lost Souls (Demo, als Embryonic)
- 1991: Into the Woods of Belial (Demo)
- 1991: Open the Mysteries of Your Creations (EP)

mit Emperor
- siehe Emperor (Band)#Diskografie

mit Ildjarn
- 1992: Seven Harmonies of Unknown Truths (Demo)

mit Burzum
- 1993: Aske (EP)

mit Gorgoroth
- 1994: Pentagram

mit Satyricon
- 1994: The Shadowthrone

mit Arcturus
- 1994: Constellation (EP)

mit Zyklon-B
- siehe Zyklon-B#Diskografie

mit Hagalaz’ Runedance
- 1998: The Winds That Spoke of Midgard’s Fate

mit Zyklon
- siehe Zyklon (Band)#Diskografie

mit Notodden All Stars
- 2004: Valfar, ein Windir

mit Scum
- siehe Scum (Band)#Diskografie

mit The Wretched End
- siehe The Wretched End#Diskografie